# Duivel

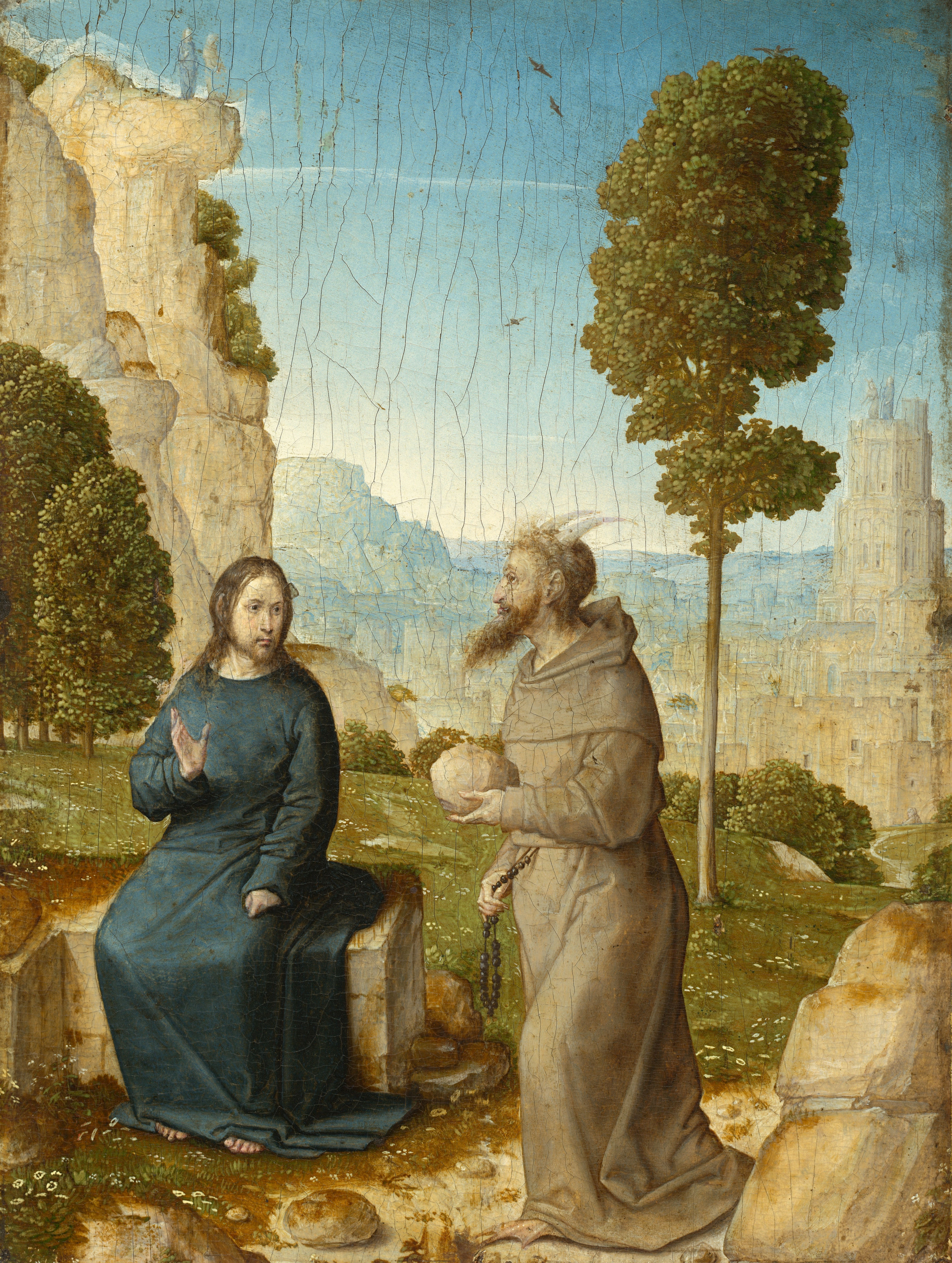
De verleiding van Jezus Christus in de wildernis, schilderij van Juan de Flandes, ca. 1500

De duivel is in meerdere religies een bovennatuurlijk wezen dat het kwaad personifieert. Hij wordt vaak afgebeeld als een zwarte engel met bokkenpoten, hoorntjes, puntige staart, vleermuisvleugels en een drietand. In sommige religies wordt de duivel Satan genoemd.

## Etymologie
Het woord stamt van het Griekse Διάβολος, Diábolos, letterlijk "doorelkaargooier" in de betekenis van "iemand die zaken verwart", "iemand die de feiten verdraait", "lasteraar", samengesteld uit διά, dia, "uit elkaar" en βάλλειν, bállein, "gooien", samengevoegd tot διαβάλλειν, diabállein, "uit elkaar halen", "door elkaar gooien" en als afgeleide "lasteren"; Latijn: Diabolus.

## Hebreeuwse Bijbel
In de Hebreeuwse Bijbel komt de duivel niet voor. JHWH was de schepper van zowel goed als kwaad, zoals geformuleerd in Jesaja 45:6,7: "Ik ben de HEER, er is geen ander die het licht vormt en het donker schept."
Als de aanduiding שָׂטָן śāṭān, Satan in de Hebreeuwse Bijbel op mensen betrekking heeft, betekent het tegenstander, valse raadgever of in enkele gevallen potentiële deserteur. Als gepersonifieerd hemels wezen komt de aanduiding Satan in de Hebreeuwse Bijbel op vier plaatsen voor. In geen enkel geval wordt hij als personificatie van het kwaad afgebeeld, integendeel, in de meest uitgebreide beschrijving in Job 1-2 is het een engel die als aanklager in het goddelijk gerechtshof fungeert en werkt in opdracht van God. In de Septuagint wordt Satan bijna altijd vertaald met (deels voorafgegaan door een lidwoord) διάβολος diabolos (Zacharia 3:1,2; Job 1-2; 1 Kronieken 21:1; Psalm 109:6), maar ook met διαβολή diabolē (Numeri 22:32) en met het werkwoord ε̉νδιαβάλλειν endiaballein (Numeri 22:22), termen die later werden toegepast op het concept van de duivel.

## Christendom
In het christendom is de duivel de belichaming van het kwaad. Hij wordt (afwijkend van het gebruik van deze namen in de Hebreeuwse Bijbel) Satan of Lucifer genoemd. De duivel wordt beschouwd als een gevallen engel, die tegen God rebelleerde, een interpretatie van Genesis 6:2-4.
In de christelijke traditie wordt de slang in de paradijsvertelling ook vaak geïdentificeerd als de duivel. Deze gelijkstelling wordt al aangetroffen in de Openbaring van Johannes: "De grote draak ... is de slang van weleer, die duivel of Satan wordt genoemd en die de hele wereld misleidt. Samen met zijn engelen werd hij op de aarde gegooid" (Openbaring 12:9).
In het Nieuwe Testament is de duivel de heerser van het rijk van de duisternis, dat de hele wereld omvat (Matteüs 4:1-11 en 1 Johannes 5:19) en de lucht en hemelsferen (Efeziërs 6:12). Wie gelooft in Jezus Christus gaat over van de duisternis naar het licht, maar Satan verleidt mensen. Wie in zijn listen trapt, valt weer terug naar het rijk van de duisternis (1 Johannes 2:18,19).
In het Nieuwe Testament wordt de duivel ook wel Belial (2 Korintiërs 6:15) genoemd of Beëlzebub (Matteüs 12:24; Marcus 3:22; Lucas 11:15).

## Duiveluitdrijving

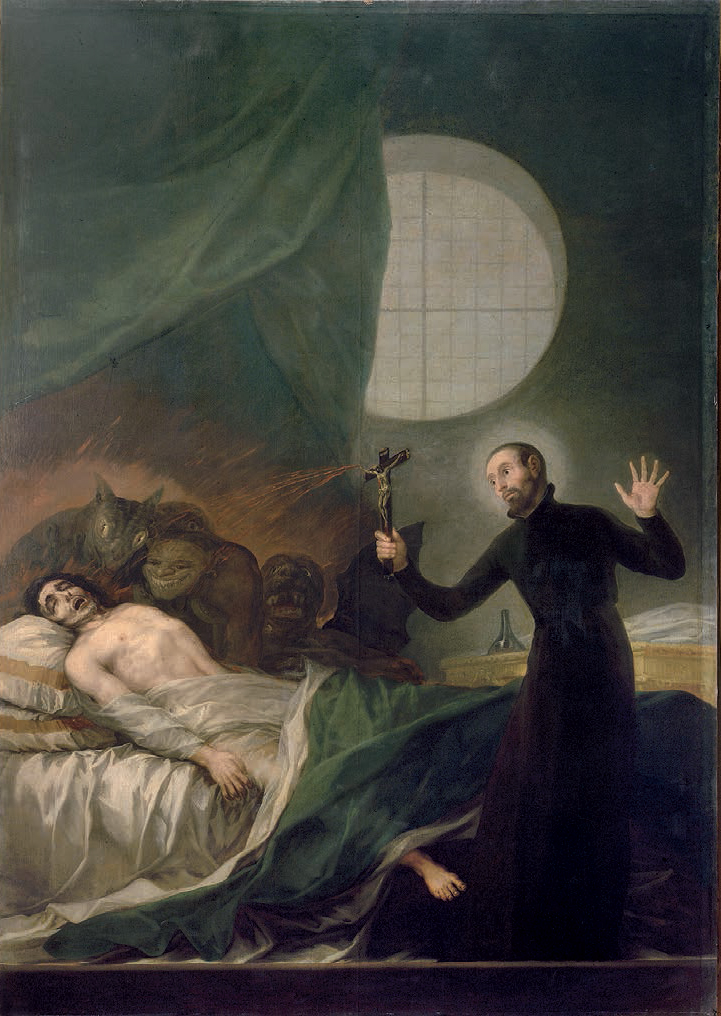
Exorcisme, Francisco de Goya

Volgens de Bijbel kunnen mensen door de duivel gebonden of bezeten raken. Het tweede geval is erger, omdat in dat geval de duivel, of één of meer van zijn demonen, daadwerkelijk in iemand wonen. Om hiervan af te komen is bevrijding noodzakelijk. Deze is slechts te verkrijgen wanneer deze plaatsvindt in de kracht van de Heilige Geest en in de Naam van Jezus Christus. De Rooms-Katholieke Kerk kent het exorcisme of duiveluitdrijving als een van de sacramentalia, om bij een bezetene de duivel uit te drijven. In andere Kerken, bijvoorbeeld Pinkstergemeenten komt duiveluitdrijving ook voor.

## Het kwaad in andere religies
Het kwaad keert ook in verschillende oude religies telkens terug.
In veel polytheïstische godsdiensten, zoals de Griekse, Chinese, Romeinse en Noordse pantheons, ontbreekt echter een duidelijk opperwezen van het kwaad. Reden is dat de goden vaak typisch menselijke trekjes vertonen en daardoor allemaal in zekere mate zowel goed als slecht zijn. Voorbeelden zijn de telkens vreemdgaande Zeus, Hera wier jaloezie soms letterlijk dodelijk kan zijn, of Poseidon die Odysseus tien jaar lang tegenwerkte. Zowel het kwade als het goede zijn 'verspreid' over meerdere godheden.
Uiteraard bestaan in deze godsdiensten monsters, demonen en goden van twijfelachtig allooi zoals Cerberus, Kali, Eris, de Erinyen, Seth, Mara, Hel, Yama, Loki, Hades en anderen, maar deze goden en demonen vervullen stuk voor stuk een (onmisbare) functie in het pantheon of vertegenwoordigen een typisch menselijke eigenschap, en kunnen als zodanig dus absoluut niet als (puur) kwaadaardig worden gezien.

### Zoroastrisme
In de Iraanse mythologie en het daarop geïnspireerde Zoroastrisme werd de eerste vrouw Jeh verondersteld samen met de duivel Ahriman te zijn geschapen. Door seksuele gemeenschap met deze demon was zij bezoedeld, en de vrouw bezoedelde daardoor ook de mannen.

### Azteekse religie
In de Azteekse religie wordt het kwaad verbeeld in de godheid Tezcatlipoca.

## Kunst, de mythologie en de geschiedenis

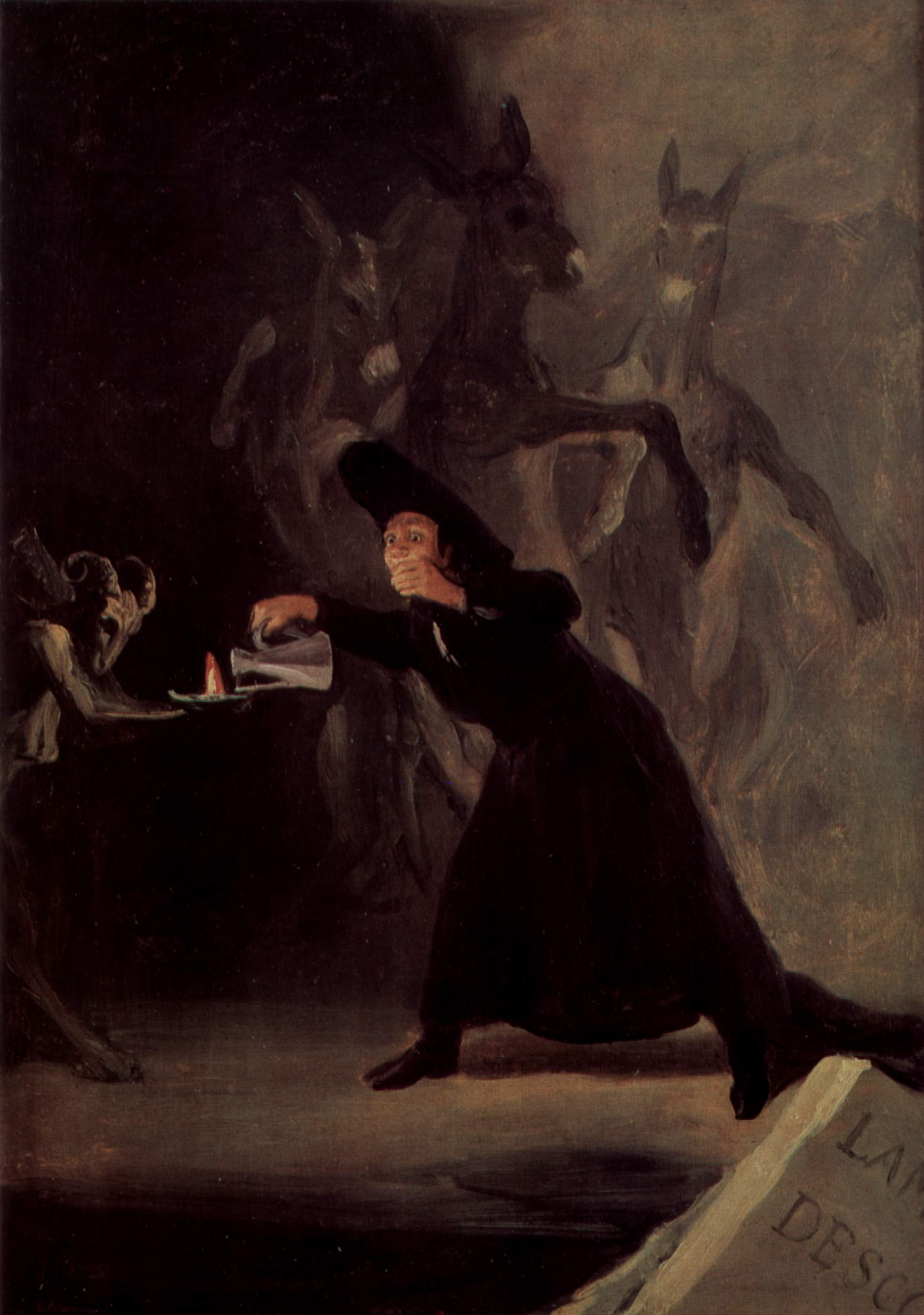
De lamp van de duivel, Francisco de Goya, 1797-1798

In de beeldende kunst wordt de duivel meestal afgebeeld met een roodkleurige huid, bokkenpoten en horentjes bovenop zijn hoofd.
Dit beeld is grotendeels ontleend aan de vrolijke Grieks-Romeinse mythologische figuren geïnspireerd op de Frygische bos- en veldgod Pan en zijn schare saters (gepersonifieerde natuurgeesten). De angst voor de "duivel" (in de verschijning als die van Pan) is nog steeds terug te vinden in een woord als paniek. Uiteraard was het associëren van de oude goden met de duivel ook een wijze om de concurrerende 'heidense' godsdiensten zwart te maken.
In de late Middeleeuwen was de duivel een veelvoorkomend thema in beeldende kunst en literatuur. Heksen werden gezien als mensen die een verbond met de duivel hadden gesloten. Als tegenprestatie verschafte de duivel deze mensen (meestal vrouwen) een bovennatuurlijke kracht, waardoor zij in staat zouden zijn veel kwaad te verrichten. In de 16e en 17e eeuw werden veel mensen, vooral vrouwen, die verdacht werden van hekserij, publiekelijk verbrand. Men meende ook dat heksen bijeenkwamen om op bokken rond te rijden en wilde dansen uit te voeren, de zogenaamde heksensabbat. Bij de heksensabbat zouden de heksen ook seks hebben met de duivel en in het gewone leven (werden/waren) ze seksverslaafd.

### Duivel als attribuut
In de beeldende kunst komt een duivelfiguur voor als attribuut van de H. Dymfna; een duivel, lelie, crucifix, Jezuskind en karmelietenpij bij Albertus van Sicilië; De duivel geboeid, inktkoker, pen en papier zijn attributen van de H. Bernardus van Clairvaux; een duivel met blaasbalg van de H. Genoveva, patroonheilige van Parijs; een duivel die een kaars (of lantaarn) uitblaast is een attribuut van de H. Gudula, patroonheilige van Brussel.

## Bescherming
Het Heiligwater en Het Heiligboek werden gebruikt tegen de duivel om zijn kwaad weg te houden van de mensheid.

## Andere benamingen voor de duivel
Meer gekscherende benamingen voor de duivel zijn: de duvel, Droes, Drommel, doivelke, Joos, Joosje, Joos pek, Joosje pek en Joost.
Joost is mogelijk een verbastering van het Javaanse woord joos. Dit was een aanduiding voor een Chinese godheid en was waarschijnlijk een afkorting voor dejos, dat weer van het Portugese deus (god) afkomstig was. Uitdrukkingen waarin deze naam gebruikt wordt:
- Bij Joost
- Dat Joost me/je mag halen
- Iemand naar Joost zenden
- Dat mag Joost weten